# Taenitis marginalis
Taenitis marginalis là một loài thực vật có mạch trong họ Adiantaceae. Loài này được (Blume) T. Moore miêu tả khoa học đầu tiên năm 1857.